# سد سروبی
سد سروبی یک سد وزنی روی روخانه کابل (به اردو: دریای کابل) واقع در ولسوالی سروبی افغانستان است. این سد در ۸ کیلومتری جنوب سد نغلو در محل تقاطع دریای پنجشیر و کابل واقع شده‌است. تورین‌های نصب شده روی آن قابلیت تولید ۲۲ مگاوات برق را دارد. آب و برق تولیدی این سد که در ۵۶ کیلومتری شرق کابل، پایتخت افقانستان قرار دارد برای استفاده شهر کابل، فابریکه، گلبهار و دیگر مؤسسات صنعتی پایتخت استفاده می‌شود.

## تاریخچه

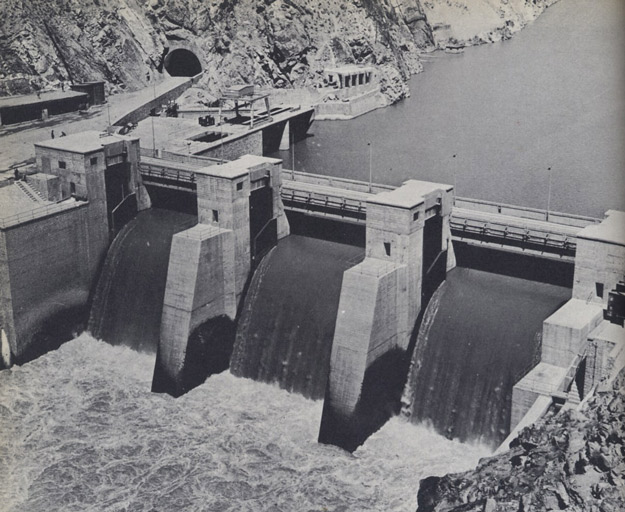
بند سروبی. ١٩٥٠

کار ساختمانی این سد در سال ۱۳۳۰ شروع شده و در سال ۱۳۳۶ به پایان رسید. امتیاز این سد نشیب زیاد آن است که استفاده نهایی از آن به عمل آمده‌است. دبت آبی رودخانه کابل و پنجشیر در این منطقه ۷۴ متر در ثانیه می‌رسد. قرارداد بازسازی توربین‌های این سد نیز با شرکت زیمنس آلمان صورت گرفته‌است.